# 시티헌터

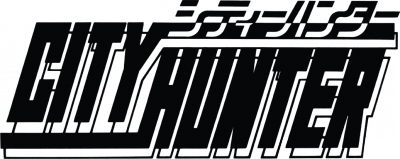

시티헌터(일본어: シティーハンター / CITY HUNTER)는 주간 소년 점프에 호조 츠카사가 연재하던 만화 및 만화를 원작으로 한 애니메이션, 영화를 말한다.

## 개요
전작 캐츠아이의 차기작으로 작가 호조 츠카사가 예전에 호평을 받았던 단편 〈시티 헌터 -XYZ-〉, 〈시티 헌터 -더블 엣지-〉의 내용을 바탕으로 1985년부터 1990년까지 〈주간 소년 점프〉(슈우에이샤 刊)에 연재했던 만화이다. 단행본은 점프·코믹스에서 전35권. 문고판은 1996년부터 1997년에 걸쳐 총18권으로 발매되었다. 또, 시티헌터 완전판이 〈CITY HUNTER COMPLETE EDITION〉라는 이름으로 2004년과 2005년에 걸쳐 도쿠마 서점에서 전32권 및 추가3권(X,Y,Z)으로 발매되었다. (X·Y권은 일러스트집, Z권은 시티헌터 단편을 수록). 완전판에서는 미수록 페이지(잡지표지에 실렸던 그림)을 살리거나 칼라 페이지 재현, 가필 수정등이 행해졌다.
도쿄 신주쿠구에서 암살, 보디가드, 탐정 등을 하청받는 스위퍼 시티 헌터의 활약을 그리는 하드보일드 코메디이다. 작품이 연재되던 1980년대 후반을 그대로 작품 배경으로 활용한 현대극이다. 시티 헌터가 미인에게 사건 의뢰를 받아 해결한다.라는 기본 구성내용이다. 작품 전체에 걸쳐 나타나는 복선은 있지만, 의뢰인 및 사건 내용은 매회마다 다르고 일단 해결된 사건의 의뢰인은 재등장하지 않는 것이 원칙이며, 의뢰 사건끼리의 연계성도 없었다. 현대극으로서 그려진 때문, 연재시의 1980년대 후반 일본(주로 도쿄 신주쿠)이 무대이다. 이 무렵의 일본은 우리나라(한국)의 1990년대 초반과 비슷하고, 향락적이면서도 비교적 순수한 모습이었다고 한다.
시티헌터의 페럴렐 월드(parallel world) 작품으로는 엔젤하트가 있다. 작가가 직접 언급했기에 후속작은 아니다.

## 등장인물
이름과 성우는 일본의 요미우리 TV / 한국의 투니버스 순으로 기재한다.
사에바 료(冴羽 獠, 우수한)
- 성우 : 카미야 아키라 / 강수진

본작의 주인공. 1965년생. 스위퍼(sweeper：청소부라는 뜻)이며 어둠의 세계에서 No.1으로 불릴 정도의 솜씨를 가지고 있다. 혈액형은 AB형 키 191.4cm (원작 만화에서는 186cm) 체중 77.3kg 료는 전무후무한 사격 솜씨 (100m 밖의 동전을 자유자재로 명중시키는 수준)와 이에 버금가는 격투 능력이 있다. 또한 말로 표현할 수 없을 정도의 호색한이며, 미녀가 관련된 의뢰만 받는다. 별명은 "신주쿠의 종마". 어릴 때 남미에서 비행기 사고를 당해서 혼자 살아남았다. 이 때문에 사에바 료는 호적상으로는 사망한 상태이다. 호적이 없기 때문에 그의 모든 재산은 마키무라 카오리의 명의로 되어 있다. 비행기 사고로 밀림에 버려져 있던 사에바 료를 반 정부 게릴라 부대에서 게릴라 용병으로 키웠다. 그러나 사에바 료는 반역하여 혼자 아군 1개 중대를 몰살시킨 것으로 퇴출되어 고국 일본까지 왔다. 그 뒤 어둠의 세계에서 홀로 활약하다, 마키무라 남매와 함께 하면서 그의 정신도 비교적 안정되어간다. 촐랑이의 모습이 인상적이지만, 그가 과거에 살해한 사람의 숫자는 이루 헤아릴 수 없어서, 복수를 꿈꾸며 일본으로 찾아오는 이가 적지 않다.
마키무라 카오리(槇村 香, 사우리)
- 성우 : 이쿠라 카즈에 / 이명선

히데유키의 여동생. 굉장한 미인이지만 너무 선머슴같은 그녀의 스타일 때문에 사에바 료로부터는 여자 대우를 제대로 받지 못하고 있다. 키가 여자임에도 불구하고 무려 168cm. 고1때 170cm가 나와서 그때 나온 키를 자신의 키라 우기지만 실제로는 훨씬 크다. 료가 여색을 밝힐 때마다 매우 광분하여 100t가 씌여진 망치를 휘두른다. 마지막 권에서는 드디어 료와 제대로(!)이어지게 된다.
마키무라 히데유키(槇村 秀幸, 사준혁)
- 성우 : 다나카 히데유키 / 최원형

카오리의 친오빠이자 사에바 료의 친구. 직업은 경찰이었다가 동료의 죽음을 책임으로 본인이 사퇴하고, 거리의 해결사를 하고 있다. ''시궁창의 쥐새끼가 될지언정, 악마에게 영혼을 팔지 않는다.''를 신조로 살고 있으며, 등장 후 얼마 지나지 않아 '유니온 테이오페'라는 거대마약조직보스에게 살해당한다. 노가미 사에코와 사에바 료와 삼각 관계였으며, 카오리하고는 피가 이어지지 않은 의붓 남매 관계이다. 마키무라 히데유키를 살해하는 데에 직접 가담한 일당들은 사에바 료에 의해 반나절 만에 모두 살해당했다.
노가미 사에코(野上 冴子, 나오미)
- 성우 : 이시가미 요코 / 이현진

마키무라 히데유키와는 경찰 동료 사이로, 사에바 료의 뒷처리 담당이다. 료가 거리에서 총을 쏴도 문제가 크게 번지지 않는 건 이 여자가 미리 덮어주기 때문이다. 미인계에 능해서, 마약조직 수사 때도 미인계 사용에 거리낌이 없다. 히데유키와 료 사이에서 갈등이 잦았지만, 동전의 옆면처럼 사에바 료 주변에 서성인다. 경찰 사건 중에 해결하기 힘든 의뢰들 (쿠데타 준비중인 왕자 암살, 일국의 공주 경호, 유명인 경호 등)을 료에게 못코리를 빚으로해서 일을 떠 넘긴다. 료의 골치 아픈 점을 떠안는 게 가능한 이유는 이 여자 아버지가 경시총감이다.
우미보즈{海坊主, 팔콘 / 이쥬인 하야토(伊集院 隼人)}
- 성우 : 겐다 텟쇼 / 최원형

굉장히 큰 체격에 대머리. 그의 키는 220cm가량 된다. 주로 사용하는 무기는 중화기 계열의 무기를 애호하며, 콜트 파이슨 아나콘다를 주력총기로 쓰고 있다. 과거 용병부대 소속으로 전쟁터 속에서 살아서 고아인 미키를 양육하고 말도 없이 헤어졌다가 나중에 미키와 살게 되면서 '캣츠 아이'라는 카페를 차린다. 당시 반란군 소속의 유니온 테이오페 조직보스인 '아버지'라 불리는 '카이바라 신'에게 속아 '에인절 더스트 (Angel Dust)'라는 약물을 복용한 료가 정부군이었던 우미보즈의 용병부대를 습격해서 몰살시키고, 우미보즈만 시력이 서서히 퇴화하는 상태로 살아남았다. 전우들의 원수인 사에바 료에게 복수하려고 했지만, 료의 사정을 알고 난 이후 그에게 협력적인 관계가 된다.
미키(美樹, 미카)
- 성우 : 코야마 마미 / 윤소라

료와 우미보즈가 있던 지역의 전쟁 고아. 우미보즈가 발견해서 부대에서 양육한 까닭에, 자연스럽게 용병의 기술을 익히게 된다. 우미보즈를 흠모하여, 결국 우미보즈를 찾아 일본에 와서 살게 된다. 90화에서 데뷔.
노가미 레이카(野上 麗香)
- 성우 : 타카모리 요시노 / 양정화

사에코의 동생. 언니와 마찬가지로 형사 생활을 하던 중, 동료가 비리에 연루되어 사망한 것에 의혹을 품고 사직한다. 이후 사에바 상사 옆 건물에 RH (실명의 영자 표기인 Reika NOGAMI의 이니셜) 탐정 사무소를 세우고, 언니 사에코처럼 료를 부려먹는다. 형사 시절의 권위와 탐정의 정보를 이용하여 업무를 진행하지만, 자상한 면을 가지고 있다. 41화에서 첫 출연.
블러디 마리
- 성우 :

사에바 료가 용병에서 탈주한 후 일본에 가기 전에 잠깐 미국에서 스위퍼 일을 했었는데 그 당시의 파트너. 사에바 료의 첫 파트너가 마리의 아버지였기에 파트너를 물려받았다. 료와의 사적인 관계는 료가 블러디 마리를 전혀 여자로 인정하지 않으며 블러디 마리가 온갖 자화자찬을 하면 사에바 료가 웃기고 있네. 라면서 딴죽을 거는 사이이다.
카이바라 신(海原 神)
- 성우 :

사에바 료가 '아버지'라 부르는 한편 증오하는 대상으로 '유니온 테이오페'의 두목이다. 료를 속여서 약물 '에인절 더스트'를 복용해서 흉폭하게 만든 후 전장에 투입해서 우미보즈의 부대를 궤멸시켰다. 여기서 '아버지'라 함은 사에바 료에게 사격술, 격투술을 비롯한 모든 종류의 인마살상술을 가르친 스승인 것에서 비롯되었을 뿐 친아버지는 아니다.
제네럴(将軍)
- 성우 :

유니온 테이오페의 고위 간부로 유니온 테이오페 일본 지부의 지부장이다. '제네럴'이라는 별명이 붙은 이유는 어떤 왕국의 왈실 직속 친위대를 혼자 몰살시켜저 얻은 별명이다. 한쪽 팔은 손 대신 AR-15가 달려있고 한쪽 다리는 발 대신 대전차 화기가 달려있다.

## 같이 보기
- 엔젤하트